# Marta Károlyi
Marta Károlyi (Odorheiu Secuiesc, 29 de agosto de 1942), es una entrenadora de gimnasia artística rumana. Ha sido coordinadora técnica de la selección estadounidense de gimnasia artística femenina. Por cuenta del sistema estadounidense de entrenamiento, su puesto tenía la misión de equilibrar las relaciones entre técnicos y sus respectivos gimnastas. Mientras era entrenadora, tuteló a gimnastas como las rumanas Nadia Comaneci, Emilia Eberle y Teodora Ungureanu, y las estadounidenses Mary Lou Retton, Betty Okino, Kerri Strug, Kim Zmeskal y Dominique Moceanu.

## Biografía
Nacida en Rumania como Marta Eross, al casarse adoptó el nombre de Marta Károlyi. Se graduó en la primera promoción de la facultad de Educación física de Bucarest, en 1963. El 28 de noviembre del mismo año, se casó con Béla Károlyi y tuvo una hija, Andrea. Su marido posee ascendencia húngara. 

## Carrera
La pareja ha sido pionera en centralizar el sistema de entrenamiento en Rumanía, entre las décadas de 1960 y 1970, al se establezcan, en Oneşti, para entrenar a jóvenes con potencial atlético, teniendo como su primera alumna a Nadia Comaneci.
Cuando Béla se hizo entrenador de la selección rumana femenina, Marta lo acompañó, entrenando y realizando coreografías y rutinas para algunas gimnastas del equipo. En 1981, los Károlyi se mudaron a los Estados Unidos, donde trabajaron durante un año en Oklahoma. Poco después Béla se hizo técnico de la selección estadounidense femenina. En el país, la pareja se asentó en Texas, donde abrieron el Rancho Károlyi, un nuevo centro de entrenamiento, favorecido por las conquistas de Nadia Comaneci para lograr reconocimiento.
En un nuevo país, durante la década de 1990, sus entrenamientos comenzaron a resultar positivamente: Kim Zmeskal, tutelada por la pareja, fuera la única gimnasta en conquistar la medalla individual en el Mundial de Indianápolis. Con el marido siendo constantemente acusado por sus entrenamientos abusivos y controvertidos, Marta era vista como más motivadora y técnica. En 1996 fue elegida la entrenadora jefe del equipo para los Juegos Olímpicos de Atlanta - en lugar de Béla, que compareció a la competición sólo como entrenador -, en el cual el equipo femenino salió victorioso. Cinco años más tarde, Béla abandonó el puesto de coordinador técnico, que ocupaba desde los Juegos de Sídney, cargo que comenzó a ostentar su esposa, después de la recomendación de los entrenadores de las gimnastas del equipo nacional.
En los años siguientes, el equipo femenino totalizó treinta medallas mundiales, veinte panamericanas y catorce olímpicas, teniendo como principales resultados, los oros del Mundial de Stuttgart y los oros de los Juegos de Atenas y de las Olimpíadas de Pekín.